# Ava Collins
Ava Teresa Collins (* 18. April 2002 in Auckland) ist eine neuseeländische Fußballspielerin.

## Karriere

### Klub
In ihrer Jugend spielte sie bis 2020 für die Mannschaft des St Cuthbert's College und war auch bei der ersten Mannschaft der Eastern Suburbs aktiv. Im Jahr 2020 zog es sie in die USA und wo sie seitdem dort für die College-Mannschaft St. John’s Red Storm aktiv ist.

### Nationalmannschaft
Mit der neuseeländischen U20 nahm sie an der Ozeanienmeisterschaft 2019 und der Weltmeisterschaft 2022 teil.
Ihr Debüt bei der A-Nationalmannschaft hatte sie dann im Oktober 2021 bei einer 1:5-Niederlage gegen Kanada. Danach folgten noch ein paar weitere Freundschaftsspiele.
Am 30. Juni wurde sie zwar nicht für den Kader der Mannschaft bei der Weltmeisterschaft 2023 nominiert. Jedoch wurde sie als Trainingsmitspielerin der Mannschaft bei dem Turnier benannt.